# Hilda Nilsson
Hilda Nilsson (Helsingborg, 24 de mayo de 1876-Landskrona, 10 de agosto de 1917) fue una asesina en serie sueca. Conocida como la creadora de ángeles de la calle Brucks, es una de las asesinas en serie más famosas de Suecia.
En 1917 fue encarcelada por el asesinato de ocho niños. La causa criminal, que incluyó un examen mental, comenzó el 2 de junio de 1917 y finalizó el 15 de junio de 1917 con una sentencia de pena de muerte. Nilsson se ahorcó con una sábana en la cárcel de Landskrona, lo que la convirtió en la última condenada a la pena capital en Suecia a la que no se le conmutó la pena capital.

## Antecedentes
Para pagar las deudas que habían acumulado, Hilda y su marido Gustaf cuidaban en su casa de Helsingborg a niños de madres solteras a cambio de dinero. En la época, tener un hijo fuera del matrimonio se consideraba amoral y la existencia de «criaderos de bebés» era habitual.
A pesar de que Nilsson tenía numerosos niños a su cargo, la actividad no producía el fruto deseado.

## Asesinatos

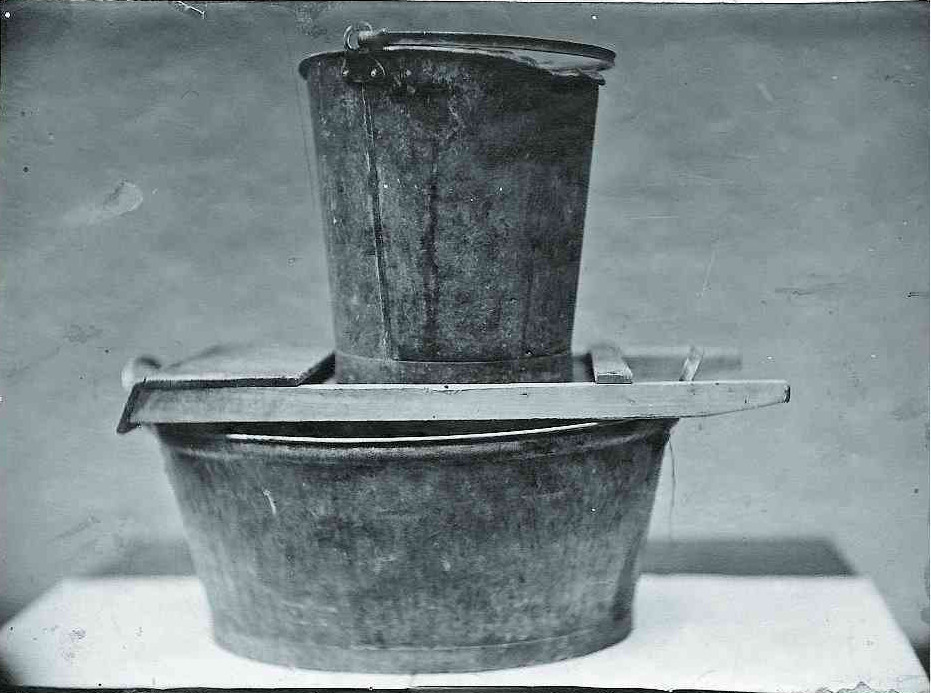
La tina, la tabla de lavar y el cubo de carbón utilizados por Nilsson para ahogar a los bebés, foto policial.

Los asesinatos de Nilsson fueron posibles por la indiferencia de las madres, que no se interesaban por conocer el estado de sus hijos. Aunque Nilsson no fue la única "criadora" asesina de niños, los métodos que utilizaba la diferenciaba del resto. Uno de sus procedimientos consistía en meter a los bebés en una palangana con agua y luego colocar objetos pesados (como una tabla de lavar y un cubo para el carbón) sobre ellos. Después de un tiempo, retiraba los objetos y comprobaba que estaban muertos. El paso siguiente era quemar los cuerpos, o bien enterrarlos. La mayoría de los asesinatos de bebés en la época se producían por la negligencia a propósito de sus cuidadores y la desnutrición consiguiente.

## Descubrimiento, juicio y sentencia
Los crímenes se descubrieron cuando una mujer llamada Blenda Henricsson se interesó por su hijo y Nilsson se negó a que lo viera. Entonces, Henricsson la denunció a la policía, que pronto encontró pruebas suficientes para incriminarla. 
Nilsson fue condenada a morir en la guillotina por ocho asesinatos. Antes de que se pudiera ejecutar la pena, que le habría sido conmutada, se suicidó ahorcándose el 10 de agosto de 1917.